# エドゥアルト・ガンス

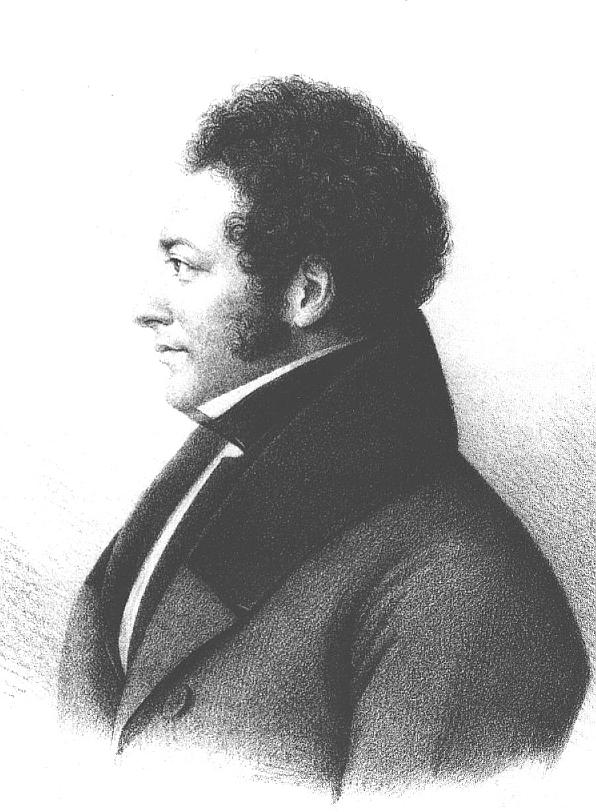
エドゥアルト・ガンス

エードゥアルト・ガンス（Eduard Gans, 1797年3月22日 - 1839年5月5日）は、ドイツの法学者、法哲学者。法律学の基礎を哲学に求め、歴史法学派、特にフリードリヒ・サヴィニー Friedrich Karl von Savigny に反対したが、ドイツにおける比較法学の建設者として知られている。

## 来歴・人物
ユダヤ教徒の名門銀行家の息子としてベルリンに生まれた。当時ドイツの学界を席巻していたヘーゲルに直接学んだ。ヘーゲルは、哲学者であるがその論理は法学、論理学から数学にいたるまであらゆる学問に影響を及ぼしていた。ベルリン大学、ハイデルベルク大学でヘーゲルから直接指導を受け、ヘーゲル自身からも多大な信頼を得ていた。
1826年にベルリン大学法学部員外教授に就任、1828年から教授。
当時主流の歴史主義的な法学から、ヘーゲル哲学を元にした哲学的な法学へと転換を主張。28年には正教授。ヘーゲル学派の機関紙「学的批判年報」の創刊に尽力。ヘーゲルの「法哲学」「歴史哲学」の講義録編集にも従事した。次第に自由主義・共和主義やサン・シモン主義などの社会主義的主張にも関心を示し始めたため、王室がヘーゲルに対してガンスを是正させるよう訴えたというエピソードもある。いわゆるヘーゲル学派のカテゴリーでは、ガンスは右派ないしは中央派と捉えられると考えられる。

## 著作
- 『全く無記名で公に交わした契約の解除権』
- 『自然法すなわち法哲学』
- Über das römische Obligationenrecht　（1819年）
- Das Erbrecht in weltgeschichte Entwicklung　（4巻、1824-35年）
- System des römischen Zivilrechts　（1827年）
- 『占有の基礎に関して』 Grundlinien der Philosophie des Rechts　（1833年）
- Vorlesungen über die Philosophie der Geschichte　（1837年）

## 参考資料
- Breza-Spazier, Gallerie der Ausgezeichnetsten Israeliten, 1835;
- Steffenhagen, in Allgemeine Deutsche Biographie, viii. 361-362;
- Marheineke, Rede am Grabe des Prof. Gans, Berlin, 1839;
- Hallische Jahrbücher für Deutsche Wissenschaft und Kunst, 1839, No. 132, pp. 206-207; 1840, No. 113;
- Allg. Zeit. des Jud. 1839, pp. 294-295, 307-308;
- St. Marc-Girardin, Notice sur la Vie et les Ouvrages de Gans, Introduction to the French translation of the Erbrecht by De Lomenie;
- Strodtmann, Heínes Leben und Werke, i. 247 et seq.;
- L. Geiger, Zeitschrift für die Geschichte der Juden in Deutschland, v. 91 et seq.;
- ハインリヒ・グレーツ： Gesch. xi. 441 et seq.S. M. Co.

By : Isidore Singer & Max Cohen
 この記事にはパブリックドメインである次の文書本文が含まれる: Singer, Isidore [in 英語]; et al., eds. (1901–1906). The Jewish Encyclopedia. New York: Funk & Wagnalls. {{cite encyclopedia}}: |title=は必須です。 (説明)